# Daktyla

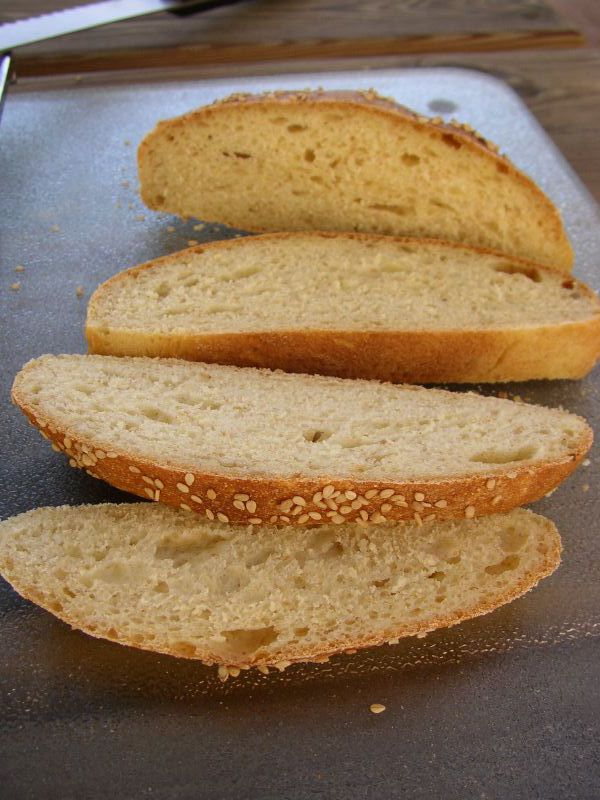
Daktyla rebanado

El daktyla (en griego Δάχτυλα, ‘dedos’) es un pan de pueblo con levadura de Grecia, popular también en Chipre y Turquía.
Tiene una forma segmentada que recuerda a dedos de pan, lo que le da su nombre, que se obtiene practicando cortes profundos en la pieza de masa antes de hornearla, o haciendo una fila de rollos de masa y dejando que se peguen entre sí durante la fase de reposo. Se hace tradicionalmente con harina «campera», que es una mezcla de harina de trigo y maíz, lo que le da un color ligeramente amarillo, y se cubre con semillas de sésamo y neguilla, incluyendo también algunas recetas, estas últimas en la masa.